# Eurystomina ornata
Eurystomina ornata är en rundmaskart. Eurystomina ornata ingår i släktet Eurystomina, och familjen Enchelidiidae. Arten är reproducerande i Sverige.